# Leuterīs Matsoukas
Leuterīs Matsoukas (in greco Λευτέρης Ματσούκας?; Il Pireo, 7 marzo 1990) è un calciatore greco, attaccante dell'Iōnikos.

## Carriera

### Club
Esordisce tra i professionisti nella stagione 2007-2008, nella quale gioca una partita nella massima serie greca con l'Olympiacos; successivamente dopo un periodo in prestito all'Ethnikos Asteras si trasferisce al Werder Brema, dove gioca però solamente 4 partite in terza divisione con la squadra riserve del club. Successivamente, tra il 2011 ed il 2019 gioca con vari club nella seconda divisione greca; nella seconda parte della stagione 2018-2019 segna invece due reti in 15 presenze nella massima serie serba con il Dinamo Vranje, club con il quale l'anno seguente gioca invece per un periodo in seconda divisione, fino al 3 febbraio 2020, quando viene acquistato a titolo definitivo dallo Iōnikos, con cui nella seconda parte della stagione 2019-2020 e nell'intera stagione 2020-2021 gioca nuovamente nella seconda divisione greca, per poi tornare a giocare in massima serie nella stagione 2021-2022 a seguito della vittoria del campionato nella stagione 2020-2021.

### Nazionale
Ha giocato nelle nazionali giovanili greche Under-17 ed Under-19, partecipando con entrambe ad incontri di qualificazione dei campionati europei di categoria; con la nazionale Under-19 ha poi anche giocato 3 partite nella fase finale degli Europei di categoria nel 2008.

## Statistiche

### Presenze e reti nei club
Statistiche aggiornate al 15 settembre 2022.
| Stagione             | Squadra              | Campionato           | Campionato | Campionato | Coppe nazionali | Coppe nazionali | Coppe nazionali | Coppe continentali | Coppe continentali | Coppe continentali | Altre coppe | Altre coppe | Altre coppe | Totale | Totale |
| Stagione             | Squadra              | Comp                 | Pres       | Reti       | Comp            | Pres            | Reti            | Comp               | Pres               | Reti               | Comp        | Pres        | Reti        | Pres   | Reti   |
| -------------------- | -------------------- | -------------------- | ---------- | ---------- | --------------- | --------------- | --------------- | ------------------ | ------------------ | ------------------ | ----------- | ----------- | ----------- | ------ | ------ |
| 2007-2008            | Olympiacos           | SL                   | 1          | 0          | CG              | 1               | 0               | UCL                | 0                  | 0                  | SG          | 0           | 0           | 2      | 0      |
| lug.-dic. 2008       | Ethnikos Asteras     | BE                   | 11         | 0          | CG              | 2               | 1               |                    | -                  | -                  |             | -           | -           | 13     | 1      |
| 2009-2010            | Werder Brema II      | 3L                   | 4          | 0          |                 | -               | -               |                    | -                  | -                  |             | -           | -           | 4      | 0      |
| 2011-2012            | Kallithea            | FL                   | 10+3       | 2+0        | CG              | 1               | 0               |                    | -                  | -                  |             | -           | -           | 14     | 2      |
| 2012-2013            | Kallithea            | FL                   | 17         | 1          | CG              | 3               | 0               |                    | -                  | -                  |             | -           | -           | 20     | 1      |
| Totale Kallithea     | Totale Kallithea     | Totale Kallithea     | 33         | 3          |                 | 1               | 0               |                    | -                  | -                  |             | -           | -           | 34     | 3      |
| 2013-2014            | Īraklīs              | FL                   | 16+9       | 0          | CG              | 5               | 0               |                    | -                  | -                  |             | -           | -           | 30     | 0      |
| 2014-gen. 2015       | Fostiras             | FL                   | 5          | 0          | CG              | 4               | 0               |                    | -                  | -                  |             | -           | -           | 9      | 0      |
| 2015-2016            | Acharnaïkos          | FL                   | 26         | 2          | CG              | 3               | 0               |                    | -                  | -                  |             | -           | -           | 29     | 2      |
| 2016-gen. 2017       | Acharnaïkos          | FL                   | 9          | 5          | CG              | 2               | 0               |                    | -                  | -                  |             | -           | -           | 11     | 5      |
| Totale Acharnaïkos   | Totale Acharnaïkos   | Totale Acharnaïkos   | 35         | 7          |                 | 5               | 0               |                    | -                  | -                  |             | -           | -           | 40     | 7      |
| gen.-giu. 2017       | Lamia                | FL                   | 16         | 1          | CG              | 1               | 0               |                    | -                  | -                  |             | -           | -           | 17     | 4      |
| 2017-2018            | Doxa Dramas          | FL                   | 22         | 1          | CG              | 0               | 0               |                    | -                  | -                  |             | -           | -           | 22     | 1      |
| 2018-feb. 2019       | Aittitos Spata       | FL                   | 6          | 0          | CG              | 3               | 1               |                    | -                  | -                  |             | -           | -           | 9      | 1      |
| feb.-giu. 2019       | Dinamo Vranje        | SL                   | 15+1       | 2+0        | CS              | -               | -               |                    | -                  | -                  |             | -           | -           | 16     | 2      |
| 2019-feb. 2020       | Dinamo Vranje        | 1L                   | 5          | 0          | CS              | 0               | 0               |                    | -                  | -                  |             | -           | -           | 5      | 0      |
| Totale Dinamo Vranje | Totale Dinamo Vranje | Totale Dinamo Vranje | 21         | 2          |                 | 0               | 0               |                    | -                  | -                  |             | -           | -           | 21     | 2      |
| feb.-giu. 2020       | Iōnikos              | FL                   | 5          | 1          | CG              | -               | -               |                    | -                  | -                  |             | -           | -           | 5      | 1      |
| 2020-2021            | Iōnikos              | SL2                  | 21+3       | 1+1        |                 | -               | -               |                    | -                  | -                  |             | -           | -           | 24     | 2      |
| 2021-2022            | Iōnikos              | SL                   | 19         | 0          | CG              | 2               | 0               |                    | -                  | -                  |             | -           | -           | 21     | 0      |
| Totale Iōnikos       | Totale Iōnikos       | Totale Iōnikos       | 48         | 3          |                 | 2               | 0               |                    | -                  | -                  |             | -           | -           | 50     | 3      |
| Totale carriera      | Totale carriera      | Totale carriera      | 224        | 20         |                 | 27              | 2               |                    | 0                  | 0                  |             | 0           | 0           | 251    | 22     |

## Palmarès

### Club

#### Competizioni nazionali
- Campionato greco: 1

Olympiakos: 2007-2008
- Coppa di Grecia: 1

Olympiakos: 2007-2008
- Souper Ligka Ellada 2: 1

Iōnikos: 2020-2021